# Ворма
Ворма (норв. Vorma) — річка в Норвегії.
Починає свій витік в озері Мйоса. Довжина складає близько 30 км.  Впадає в річку Гломма.